# 36e escadron de détection et de contrôle aéroportés Berry
Le 36e escadron de détection et de contrôle aéroportés Berry (36e EDCA) est une unité de combat de l'Armée de l'air française créée le 1er août 1993 sur la base aérienne 702 Avord.

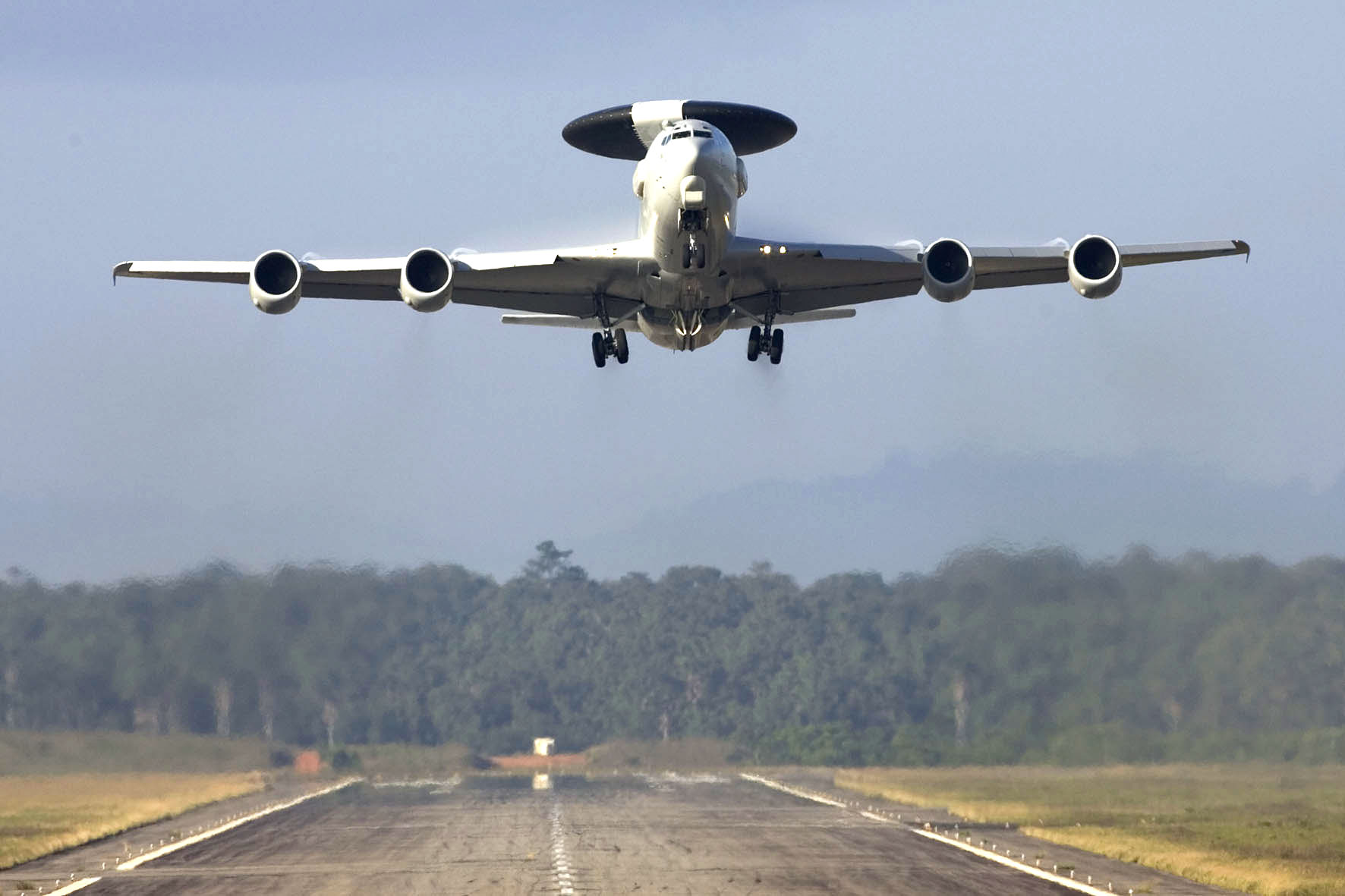
E-3F au décollage d'Avord.

## Historique
Le 1er mars 1990 est créée la 36e escadre de détection aéroportée, elle comprend notamment les escadrons de détection aéroportée 1/36 Berry et 2/36 Nivernais.
Le 1er août 1993, à la suite de la réorganisation de l'armée, le niveau « escadre » est supprimé. L'escadre est alors transformée en 36e escadron de détection et de contrôle aéroportée. Il composé de :
- Escadrille de détection et de contrôle aéroportés 1/36 Berry (EDCA 1/36)
- Escadrille de détection et de contrôle aéroportés 2/36 Nivernais (EDCA 2/36)
- Escadrille de préparation mission et simulation 10/36 (EPMS 10/36).

L'escadron effectue alors depuis août 1992 des missions dans le cadre de l'opération Deny Flight au dessus de la Bosnie-Herzégovine. Par ailleurs, les E-3F participent régulièrement aux exercices nationaux et internationaux tels que Central Entreprise, NATO Air Meet, Strong Resolve, Odax... 
En 1996, l'EPMS devient escadrille de support mission et transformation (ESMT 10/36). Cette année voit aussi la création de l'équipe d'utilisation opérationnelle et technique 69.538 (EUOT). Le 29 mars 1995 le cap des 10 000 heures de vol est atteint.
Le 13 juillet 2000, le nom « Berry » est transféré de l'escadrille 1/36 au 36e escadron de détection et de contrôle aéroportés tandis que l'escadrille 2/36 perd son nom de tradition « Nivernais ».
Le 19 septembre 2012, l'escadron passe de quatre à trois escadrilles avec la disparition de l'ESMT 10.036. Les trois autres sont renommées Escadrilles opérationnelles EO 01.036, 02.036 et 13.036.
Le 3 septembre 2014, la 36e escadre de commandement et de conduite aéroportés est créée et le 36e escadron de détection et de contrôle aéroportés y est rattaché.
Entre 2014 et 2016, les quatre E-3F de l'escadron ont finalement reçu une modernisation à mi-vie (MLU), ils ont été portés au standard Block 40/45, semblable à celui des AWACS de l'US Air Force. En 2016, l'escadron est doté d'un simulateur de mission afin de permettre l’entraînement des équipages et la formation des nouveaux arrivants.
Depuis septembre 2014, les E-3F effectuent régulièrement des missions au Levant dans le cadre de l'opération Chammal. Ils opèrent alors depuis la base aérienne d'Al-Udeid, au Qatar.

## Unités constituantes
L'escadron comporte trois escadrilles :
- Escadrille opérationnelle EO 01.036 (héritière du GR I/36 et des traditions des escadrilles SAL 58 « Coq » et BR 43 « Charognard[4] »)
- Escadrille opérationnelle EO 02.036 (héritière du GR II/36 et des traditions des escadrilles SAL 253 « Dogue » et BR 257 «  Fléau d'armes[5] »)
- Escadrille opérationnelle EO 13.036 (descendant de ESMT 10/36 et reprenant l'insigne de la 13e escadrille du 36e groupe autonome d'observation[6])

Le 36e EDCA compte environ 210 personnes.

## Insigne
L'insigne du 36e escadron de détection et de contrôle aéroportés Berry est homologuée sous le numéro A 1218.
Il comprend les éléments symboliques suivants :
- le coq de l'escadrille SAL 58 ;
- le charognard de l'escadrille BR 43 ;
- le dogue de l'escadrille SAL 253 ;
- le fléau d'armes de l'escadrille BR 257 ;
- le nombre 36, numéro de l'unité.

## Bases
- Base aérienne 702 d'Avord (capitaine Georges Madon)

## Appareils
- 4 Boeing E-3F